# بينغت يوهانسون (مصارع رياضي)
بينغت يوهانسون (بالسويدية: Bengt Johansson)‏ هو مصارع رياضي سويدي، ولد في 4 يناير 1926 في Hallsberg ‏ في السويد، وتوفي في 9 أبريل 2008 في أربوغا في السويد.

## وصلات خارجية
- بينغت يوهانسون على موقع قاعدة بيانات المصارعة الدولية (الإنجليزية)
- بينغت يوهانسون على موقع أوليمبيديا (الإنجليزية)
- بينغت يوهانسون على موقع اللجنة الأولمبية السويدية (السويدية)